# Ozarba limbogrisea
Ozarba limbogrisea là một loài bướm đêm trong họ Noctuidae.